# Кастильский национализм

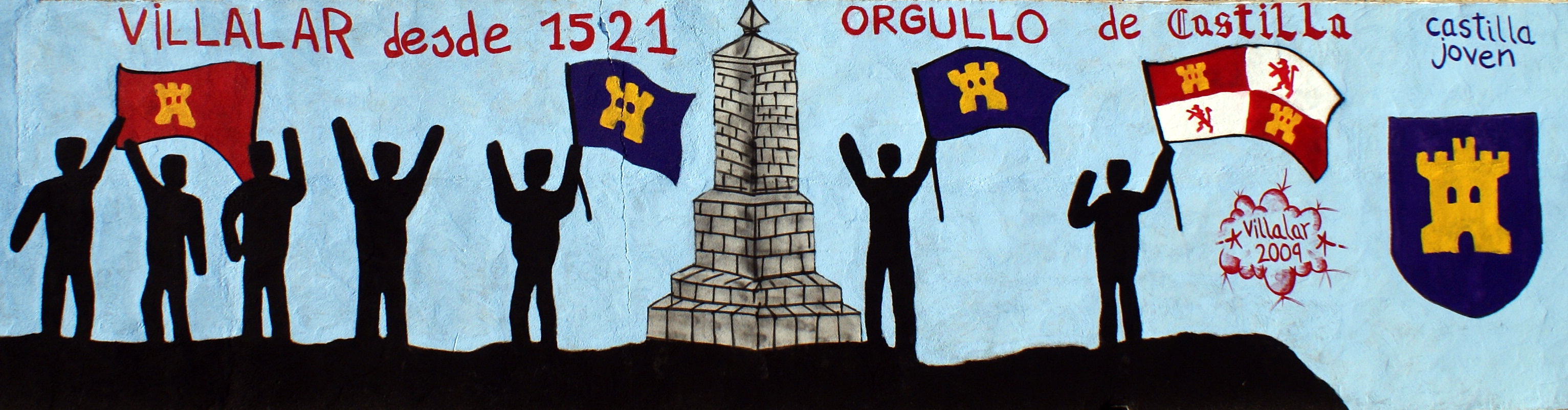
Граффити кастельянистов

Кастильский национализм или кастильянизм (исп. castellanismo) — национальное течение и идеология в Испании, отстаивающая традиционные кастильские ценности и культуру, а также территориальную целостность Испании, основанную на центральной роли исторической провинции Кастилия.
Кастильский национализм впервые возник на политической сцене в 1869 году и сформулирован в Федеральном кастильском пакте, подписанном представителями и делегатами 17 центральных провинций Испании.
В понятие Кастилия традиционно включаются территории средневекового королевства Кастилия:
- Кастилия и Леон
- Кастилия — Ла-Манча
- Мадрид
- Кантабрия
- Ла-Риоха

## См.также
- Сепаратизм в Испании
- Движение за независимость Каталонии